# Kora (instrument)

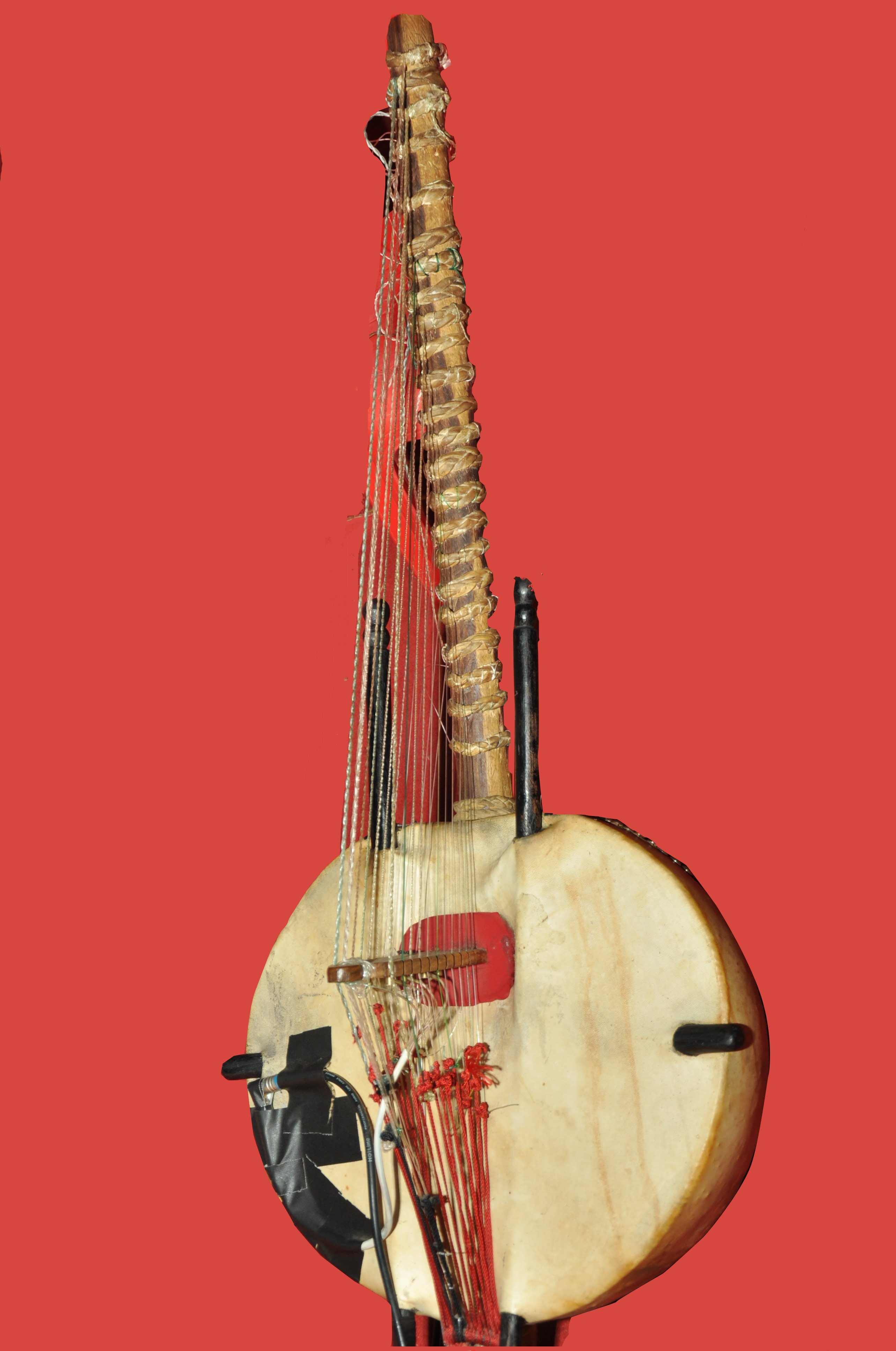
Een kora

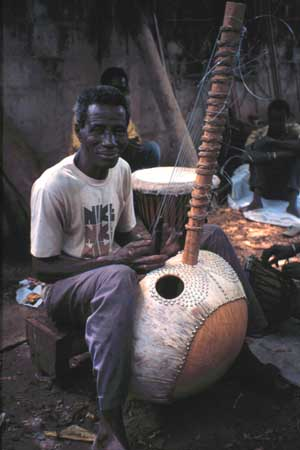
Alieu Suso, meester kora-bouwer uit Gambia

Een kora, ookwel Afrikaanse harp genoemd, is een snaarinstrument uit West-Afrika dat tot de harpen wordt gerekend en met beide handen wordt bespeeld. Het is al vele honderden jaren oud en wordt als korri voor het eerst genoemd door Mungo Park in diens Travels into the Interior of Africa (1799).

## Beschrijving
Uiterlijk lijkt het instrument meer op een gitaar dan op een harp. De kora bestaat uit een kalebas die met de huid van een koe of een antilope is bespannen. Tussen de kalebas en de mahoniehouten hals van het instrument zijn 21 snaren gespannen, in twee groepen - 11 links en 10 rechts. De zes hoogst klinkende snaren van een kora zijn van nylon. Vroeger waren deze snaren van schapendarmen gemaakt. De nylon snaren klinken zachter dan stalen snaren en geven daardoor ook een eigen sfeer aan de muziek.
De hals heeft geen toets maar dient uitsluitend om de snaren aan vast te maken. De snaren worden diatonisch gestemd door huidringen - konso genaamd - te verschuiven. Tegenwoordig worden de snaren van de kora van nylon gemaakt, maar oorspronkelijk vervaardigde men ze uit de huid van vrouwelijke antilopen. Twee stokken die door de kalebas worden gestoken dienen om de handen houvast te geven, zodat de snaren kunnen worden getokkeld.
De kora wordt bespeeld in Senegal, Gambia, Mali, Burkina Faso, Guinee en Sierra Leone. De bekendste korabespeler is Toumani Diabaté. Zijn album Kaira (1987) wordt als het beste kora solo-album ooit beschouwd.

## Bekende koraspelers
- Mamadou Diabaté
- Toumani Diabaté
- Tata Dindin
- Tunde Jegede
- Sona Jobarteh
- Seckou Keita
- N'Faly Kouyaté
- Soriba Kouyaté
- Momi Maiga
- Bao Sissoko